# Zayed Khan
Zayed Khan (India, 5 luglio 1980) è un attore indiano.
È figlio dell'attore Sanjay Khan e ha tre sorelle, di cui la più famosa è Sussanne Roshan (sposata con Hrithik Roshan).
Suo cugino è Fardeen Khan, attore anch'egli, nonché figlio di Feroz Khan.
È sposato con Malaika Parekh, da cui ha avuto un figlio il 18 gennaio 2008.

## Filmografia
- Chura Liyaa Hai Tumne, regia di Sangeeth Sivan (2003)
- Main Hoon Na, regia di Farah Khan (2004)
- Vaada, regia di Satish Kaushik (2005)
- Shabd, regia di Leena Yadav (2005)
- Dus, regia di Anubhav Sinha (2005)
- Shaadi No. 1, regia di David Dhawan (2005)
- Fight Club - Members Only, regia di Vikram Chopra (2006)
- Rocky, regia di Suresh Krishna (2006)
- Cash, regia di Anubhav Sinha (2007)
- Speed, regia di Vikram Bhatt (2007)
- Om Shanti Om, regia di Farah Khan (2007) - comparsa
- Mission Istaanbul: Darr Ke Aagey Jeet Hai!, regia di Apoorva Lakhia (2008)
- Yuvvraaj, regia di Subhash Ghai (2008)
- Blue, regia di Anthony D'Souza (2009)
- Anjaana Anjaani, regia di Siddharth Anand (2010)
- Love Breakups Zindagi, regia di Sahil Sangha (2011)
- Tezz, regia di Priyadarshan (2012)
- Sharafat Gayi Tel Lene, regia di Gurmmeet Singh (2015)
- Desi Magic, regia di Mehul Atha (2021)